# Open College Network
Open College Network (OCN) är en metod/modell för validering och kvalitetssäkring av lärande och kompetenser.
Metoden togs fram i början på 1980-talet i England som ett svar på de stora gruvnedläggningarna, då det samtidigt som arbetslösheten sköt i höjden fanns ett kompetensbehov inom annan industri. Härvid uppstod ett problem, det fanns tillgänglig arbetskraft med erfarenhet från arbetslivet, men det var svårt att veta vad en person egentligen kunde och/eller hade lärt sig under arbetslivssåren. 
Som svar på detta samarbetade näringsliv, myndigheter och högskolor om att ta fram OCN-metoden. Metoden hjälper till att validera och bevisa lärande, kunskaper och kompetenser. Idag finns möjlighet att söka in på högskolor med hjälp av så kallade OCN-poäng, man kan validera sina kompetenser gentemot framtagna yrkesprofiler och ett flertal utbildningscentra ger OCN-poäng för genomförda utbildningar.
Under 2010 fick drygt 700 000 britter ett intyg på genomfört lärande alternativt validering av existerande kompetens. 
OCN-metoden används, sedan 2005, även i Sverige. Sedan 2013 är det Nordiskt Valideringsforum som ansvarar för OCN-metoden i Sverige. Tio år senare, 2023, har över 25 000 individer validerats och OCN-nätverket har utfärdat intyg för mer än 162 000 olika moduler.